# Szicíliai randevú
A Szicíliai randevú (eredeti cím: Here Now) 2024-ben bemutatott olasz romantikus filmthriller, amelyet Gabriele Muccino rendezett. A főbb szerepekben Elena Kampouris, Saul Nanni, Lorenzo Richelmy, Enrico Inserra és Francesco Garilli látható. 
A filmet a 19. Római Filmfesztiválon mutatták be 2024. október 18-án, és Olaszországban 2024. október 31-én került a mozikba. Magyarországon 2025. januárt 23-án jelent meg a Vertigo Média Kft. forgalmazásában.

## Cselekmény
Palermóban két fiatal kaliforniai nővér, nem értenek egyet abban, hogyan töltsék nyaralásuk utolsó napját a szicíliai fővárosban: míg a felelősségteljes és pedáns Rachel műemlékeket és műalkotásokat akar látni, addig az impulzív Sophie inkább a tengerparton szórakozna. A mondellói strandon találkozik Giulióval, és néhány beszélgetés, úszás és csobbanás után kiderül, hogy tetszenek egymásnak, majd csókolóznak. A fiú bemutatja a lányt barátainak: a banda vezetőjének, aki Vasco tiszteletére Parancsnoknak nevezi magát, valamint testvérének, Sambának és Sprizznek.
Annak ellenére, hogy Rachel megpróbálja lebeszélni a húgát az idegenekkel való lógásról, a lány el van ragadtatva az új ismeretségektől, és aznap este követi őket a diszkóba. Sprizz születésnapja van, és a fiatalok sokat isznak, ordibálva járják a várost, majd átmennek a barátjuk hajójára, ahol kokaint fogyasztanak. Végül, miközben a barátaik számára folytatódik a mulatozás, Giulio és Sophie szexelnek.
Hamarosan Parancsnok telefonhívást kap: néhány gengszterhez kell mennie egy megbízás miatt, hogy rendezzen egy adósságot a főnökükkel, Yurival szemben. Yuri négy embert követel a feladathoz, ezért a fiú három barátját is magával viszi. Sophie, akit bosszant, hogy Giuliónak magára kell hagynia, követeli, hogy tájékoztassák a helyzetről. A lány is csatlakozik a csoporthoz, azonban Sprizz a részegsége miatt nem tud velük meni, ezért az utcán hagyják. Yuri elmagyarázza a négy fiatalnak, hogy ki kell rabolniuk egy páncélozott furgont, és el kell lopniuk a benne lévő négyszázezer eurót.
A bűnözők álarcban és pisztolyokkal felfegyverkezve, Sophie vezetésével végrehajtják a rablást, majd begyűjtik Sprizz-t és elrejtőznek, hogy majd átadják a zsákmányt Yurinak, de a rendőrök azonosítják őket, és kezdetét veszi egy őrült hajsza Palermo utcáin, először autóval, majd gyalog, egészen késő kora reggelig. Sprizz elmenekül, Parancsnok és Samba fegyvert fog a rendőrökre, akik megölik őket; Giulio és Sophie egy luxushotelben húzza meg magát, ahol a lánynak támad egy ötlete: felveszik egy vendégpár ruháit, és elegáns angol turistáknak kiadva magukat, elkerülik a megfigyelést, így sikerül elmenekülniük.
Barátjuk hajójához érve Sophie felfedezi, hogy Giuliót megsebesítette egy eltévedt golyó, és sok vért vesztett. A fiú nem sokkal később meghal a lány karjaiban, aki gyászolja új szerelme távozását. A pénzzel a hátizsákjában a kétségbeesett Sophie megérkezik a Falcone - Borsellino repülőtérre, felszáll a Kaliforniába tartó gépre, ahol megtalálja Rachelt, aki nem tud a húga mozgalmas éjszakájáról.

## Szereplők
| Szerep     | Színész           | Magyar hang     |
| ---------- | ----------------- | --------------- |
| Sophie     | Elena Kampouris   | Csifó Dorina    |
| Giulio     | Saul Nanni        | Kenéz Ágoston   |
| Parancsnok | Lorenzo Richelmy  | Czető Roland    |
| Samba      | Enrico Inserra    | Ungvári Gergely |
| Sprizz     | Francesco Garilli | Illés Dániel    |
| Yuri       | Yan Tual          | Szabó Máté      |
| Rachel     | Ruby Kammer       | Staub Viktória  |
| Liz        | Syama Rayner      | Bittner Anett   |
| Brian      | Mitch Salm        | Renácz Zoltán   |

### Magyar változat
- Bemondó: Galambos Péter
- Magyar szöveg: Vajda Evelin
- Hangmérnök és vágó: Takács György
- Gyártásvezető: Farkas Márta
- Szinkronrendező: Kertész Andrea
- Produkciós vezető: Jávor Barbara

A szinkront a Direct Dub Studios készítette el.

## A film készítése
A Muccino által rendezett és Paolo Costellával közösen írt filmet a Lotus Production és a Rai Cinema gyártotta, a költségvetés 11 millió euró volt. A filmet 2023 szeptemberétől hét héten át, főként nappali órákban forgatták. A forgatás Palermóban zajlott, a konkrét helyszínek közé tartozott a Mondello, a Cassaro, a Foro Italico és a palermói botanikus kert.

## Bemutató
A film kedvcsináló előzetese 2024. július 3-án jelent meg. A hivatalos előzetes 2024. szeptember 20-án került nyilvánosságra.
Világpremiere a 19. Római Filmfesztiválon volt 2024. október 18-án. Olaszországban 2024. október 31-én került a mozikba.

## Fogadtatás
Vittoria Scarpa a Cineuropától a következőket írta: „...A Szicíliai randevú határozottan a székhez szegezi az embert. Az egyszerre hiperélénk és fájdalmas példázat a fiatal nőről, aki folyamatosan a kockázat határát súrolja, hogy kiszabaduljon érzelmi ketrecéből, lebilincselően érdekes”.